# Metropolitana di Rennes
La metropolitana di Rennes (in francese métro de Rennes) è una rete metropolitana di trasporto di città francese di Rennes e di parte della sua agglomerazione.
Composta da due linee, per un totale di 23,5 km di binari e 28 stazioni che si intersecano nel centro di Rennes, serve la maggior parte dei quartieri della città e alcuni quartieri dei comuni limitrofi di Cesson-Sévigné e Saint-Jacques-de-la-Lande.
La linea A, che utilizza la tecnologia dei veicoli automatici leggeri (VAL), è stata inaugurata il 15 marzo 2002 ed è entrata in servizio il 18 marzo successivo, rendendo così Rennes la più piccola città al mondo dotata di una rete metropolitana. Questo record è stato battuto solo nel 2008 da Losanna e nel 2013 da Brescia. La linea B invece è la prima al mondo a utilizzare la variante per il trasporto urbano della tecnologia Neoval, la Cityval, che è a sua volta un'evoluzione della tecnologia VAL. È stata inaugurata e messa in servizio il 20 settembre 2022.

## Rete
La rete metropolitana si compone attualmente di due linee:
| Linea  | Percorso              | Percorso          | Inaugurazione e ultima estensione | Lunghezza (km) | Stazioni | Tempo di percorrenza |
| Linea  | Inizio                | Fine              | Inaugurazione e ultima estensione | Lunghezza (km) | Stazioni | Tempo di percorrenza |
| ------ | --------------------- | ----------------- | --------------------------------- | -------------- | -------- | -------------------- |
|        | J.F. Kennedy          | La Poterie        | 2002-2002                         | 9,4 km         | 15       | 16 min               |
|        | Saint-Jacques - Gaîté | Cesson - Viasilva | 2022 - 2022                       | 14,1 km        | 15       | 21 min               |
| Totale | Totale                | Totale            | Totale                            | 23,5 km        | 28       | —                    |

### Linea A

#### Stazioni
1. J.F. Kennedy: quartiere Villejean
2. Villejean-Université: campus Universitaire de Rennes 2
3. Pontchaillou: CHU e Centre Régional de Lutte contre le Cancer Eugène Marquis.
4. Anatole France: intersezione fermata ferroviaria Pontchaillou (CHR)
5. Sainte-Anne (place Sainte-Anne et Place Hoche) : intersezione con la linea B
6. République (place de la République): ingresso Opéra, Municipio, Museo delle Belle Arti, intersezione con gran parte delle linee di autobus
7. Charles de Gaulle (place du Champ de Mars) : Les Champs Libres et sala spettacoli Le Liberté; ingresso quartiere Le Colombier
8. Gares (Stazione SNCF e Autostazione) : intersezione con la linea B
9. Jacques Cartier
10. Clemenceau (hotel Rennes Métropole)
11. Henri Fréville (avenue Henri Fréville) : ingresso centro commerciale Alma
12. Italie
13. Triangle (centro culturale Le Triangle)
14. Le Blosne (ospedale sud)
15. La Poterie

### Linea B
La linea B, che ha iniziato il suo servizio il 20 settembre 2022, attraversa l'area metropolitana di Rennes lungo un asse sud-ovest e conta 15 stazioni distribuite su 13 km. La tecnologia adottata è il Cityval di Siemens Mobility, che ha fornito l'intera progettazione del sistema, il materiale rotabile (25 convogli, inizialmente costituiti da due carrozze) e il sistema di controllo dei treni automatizzato.